# Ornebius luteicornis
Ornebius luteicornis är en insektsart som beskrevs av Lucien Chopard 1957. Ornebius luteicornis ingår i släktet Ornebius och familjen Mogoplistidae. Inga underarter finns listade i Catalogue of Life.